# Muzeum Techniki Kolejowej w Brześciu

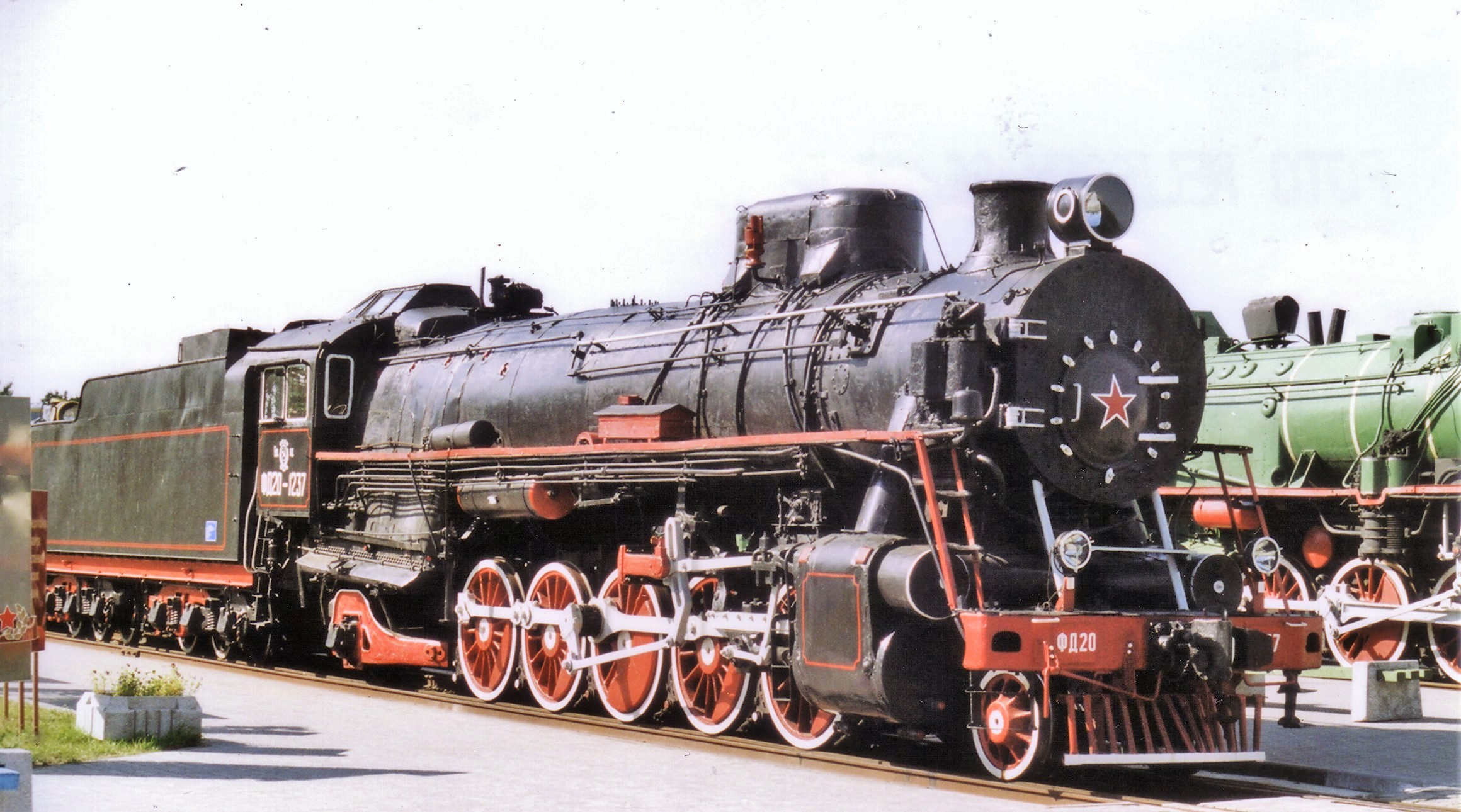
Parowóz Feliks Dzierżyński (FD) w ekspozycji muzeum

Muzeum Techniki Kolejowej w Brześciu (biał. Брэсцкі музей чыгуначнай тэхнікі, ros. Брестский музей железнодорожной техники) – muzeum Kolei Białoruskich, zlokalizowane w Brześciu na Białorusi przy ul. Maszerowa 2.
Muzeum kolejnictwa otwarte zostało 15 maja 2002 jako pierwsze muzeum pod gołym niebem na Białorusi. W ekspozycji znajdują się 63 sprawne eksponaty, z czego część wykorzystywana jest w celach turystycznych.

## Eksponaty
Ekspozycję na wolnym powietrzu stanowią m.in.:

- Lokomotywy parowe
  - Эу
  - Эм
  - ФД20
  - Эр
  - Е
  - СО17
  - Су
  - Л «Перамога»
  - ЛВ
  - P36
  - 9П (tendrzak)
  - ТЭ
- Lokomotywy spalinowe
  - TE1
  - ТЭ3
  - 2ТЭ-109
  - M62
  - ТГМ1
  - ТЭП60
  - ЧМЭ2
  - ТЭМ15

Muzeum posiada również dwa unikalne  dźwigi  parowe ПК-6, ПК-ЦУМЗ wyprodukowane w 1950. W ekspozycji znajduje się  także kolekcja dwu- i czteroosiowych  wagonów pasażerskich z lat 1903-1940, w tym wagony sanitarne i salonka; również żuraw wodny, pneumatyczny podajnik węgla do parowozów czy elektryczny zegar dworcowy (z 1953)